# Enrique Castro Delgado
Enrique Castro Delgado, né à Madrid en 1907 et mort dans cette même ville le 2 janvier 1965, est un dirigeant communiste et un membre du comité central du Parti communiste d'Espagne.

## Biographie
Entré au parti communiste en 1925, il est emprisonné plusieurs fois sous la dictature de Primo de Rivera. Durant la guerre civile il organise et commande le cinquième régiment, unité communiste qui joue un rôle important dans la défense de Madrid. En juillet 1936, il est également le directeur de Mundo Obrero (un mensuel publié par le Parti communiste d'Espagne) et en septembre 1936, il est nommé directeur général de la réforme agraire. Il participe ensuite en tant que représentant du commissariat à la guerre à toutes les dernières batailles aux côtés du général Rojo.
Après la guerre d'Espagne, il part pour l'URSS en qualité de représentant du parti communiste Espagnol auprès du Komintern. Condamné pour « divergences », il est exclu du Komintern en 1944, il réussit à partir au Mexique où il publie deux livres, dont J'ai perdu la foi à Moscou. Il meurt en Espagne en 1965.